# Mark Workman
Mark Workman   (Charleston, 10 de març de 1930 - Brandon, 21 de desembre de 1983) va ser un jugador de bàsquet nord-americà que va jugar durant dues temporades com a professional a l'NBA. Mesurava 2,05 metres d'alçada i jugava en la posició de pivot.

## Trajectòria esportiva

### Universitat
Va jugar durant quatre temporades amb els Mountaineers de la Universitat de Virgínia Occidental, fent una mitjana en el seu últim any de 23,1 punts i 17,5 rebots per partit, la qual cosa li va valer ser triat en l'equip All-American al costat d'altres jugadors del prestigi de Clyde Lovellette de Kansas o Cliff Hagan de Kentucky. En el total dels seus quatre anys va fer una mitjana de 20,4 punts en 76 partits.

### Professional
Va ser triat amb el número u del Draft de l'NBA del 1952 per Milwaukee Hawks, però després de cinc partits va ser traspassat als Philadelphia Warriors. Va comptar molt poc per al seu entrenador, jugant amb prou feines 15 minuts per partit, i fent una mitjana de 5,1 punts i 3,0 rebots. A l'any següent seria traspassat als Baltimore Bullets originals, però només hi va jugar 14 partits, deixant el bàsquet professional. En total va fer una mitjana de 4,9 punts i 2,9 rebots per partit.

## Defunció
Workman va morir casa seva, després d'una llarga malaltia, el 21 de desembre de 1983. Tenia 53 anys.